# Зелений Гай (Стародубський район)
Зелений Гай - селище в Стародубському муніципальному окрузі Брянської області.

## Географія
Знаходиться в південній частині Брянської області на відстані приблизно 8 км по прямій на північ від районного центру міста Стародуб.

## Історія
Засновано селище в середині 1920-х років. Працювали колгоспи «Зелений Гай» та ім. Гагаріна. До 2019 року населений пункт входив до складу Мохонівського сільського поселення, з 2019 по 2021 до складу Запольськохалієвицького сільського поселення Стародубського району до їх скасування.

## Населення
Чисельність населення: 55 осіб у 2002 році (росіян 100 %), 32 особи у 2010 році.